# Marlon James

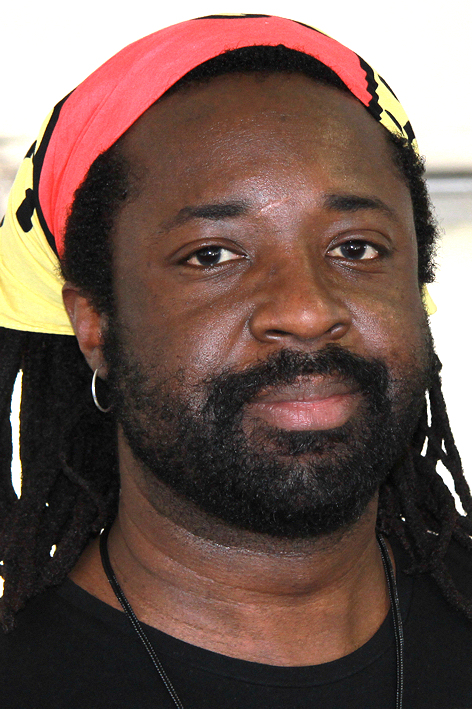
Marlon James 2014.

Marlon James, född 24 november 1970 i Kingston, är en jamaicansk författare. År 2015 tilldelades han Bookerpriset för romanen A Brief History of Seven Killings.